# Jeżyna fałdowana
Jeżyna fałdowana (Rubus plicatus W. et N.) – gatunek rośliny wieloletniej z rodziny różowatych (Rosaceae). Pochodzi z Europy. W Polsce roślina spotykana na całym niżu i w niższych partiach górskich.

## Morfologia
PokrójKolczasty krzew. Ma pędy do 1,5 m wysokie, jesienią silnie łukowato wygięte. Pędy płonne są kanciaste, ale nie bruzdowane. Kolce średnio duże, nagle zaostrzone, nieco zakrzywione.
LiścieNieparzysto-pierzastozłożone. Listki (zwykle 5) spodem miękko owłosione, ostro nierówno piłkowane, zwykle za młodu wzdłuż nerwów sfałdowane. Listek szczytowy najczęściej sercowaty, dolna para listków jest siedząca, lub prawie siedząca.
KwiatyPromieniste, o płatkach białych lub jasnoróżowych zebrane w dość krótkie grono. W czasie kwitnienia pręciki o długości równej słupkowi.
OwoceCzarne, jadalne, bardzo smaczne. Kielich na owocu odchylony.

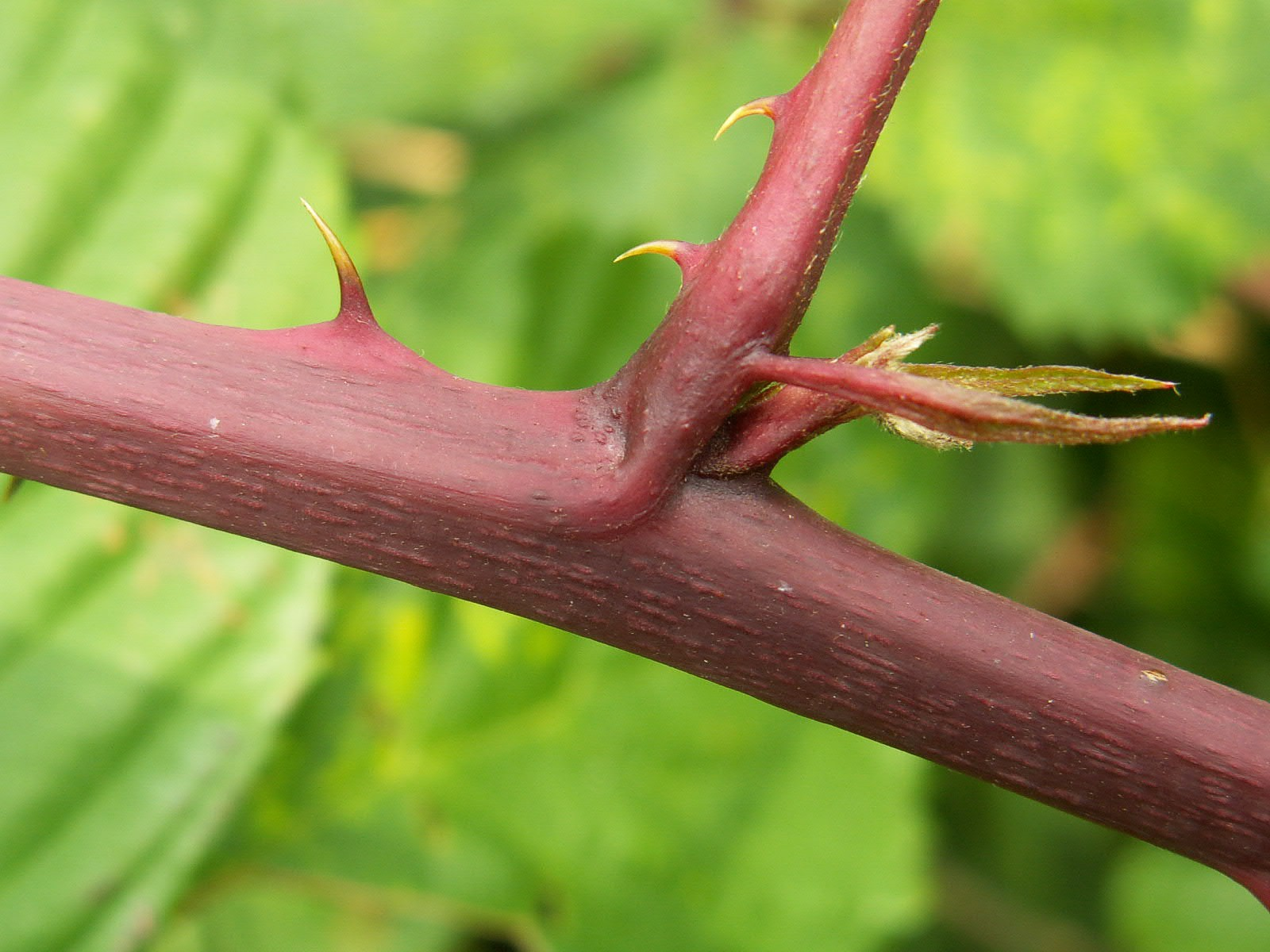
Pęd, kolce i przylistki
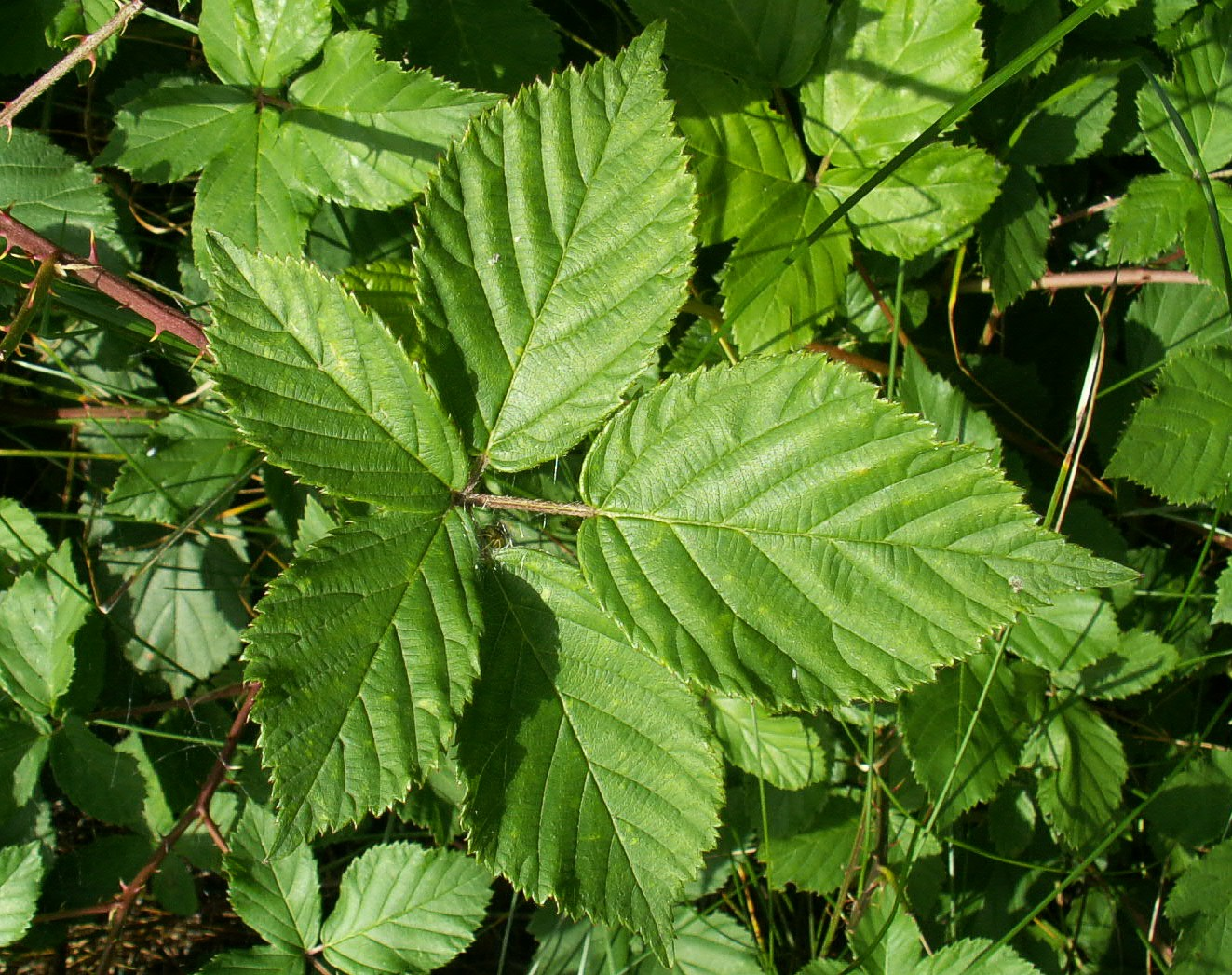
Liść
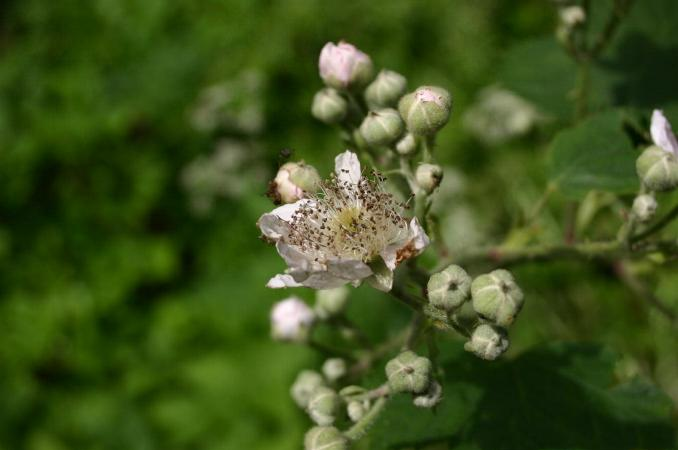
Kwiaty
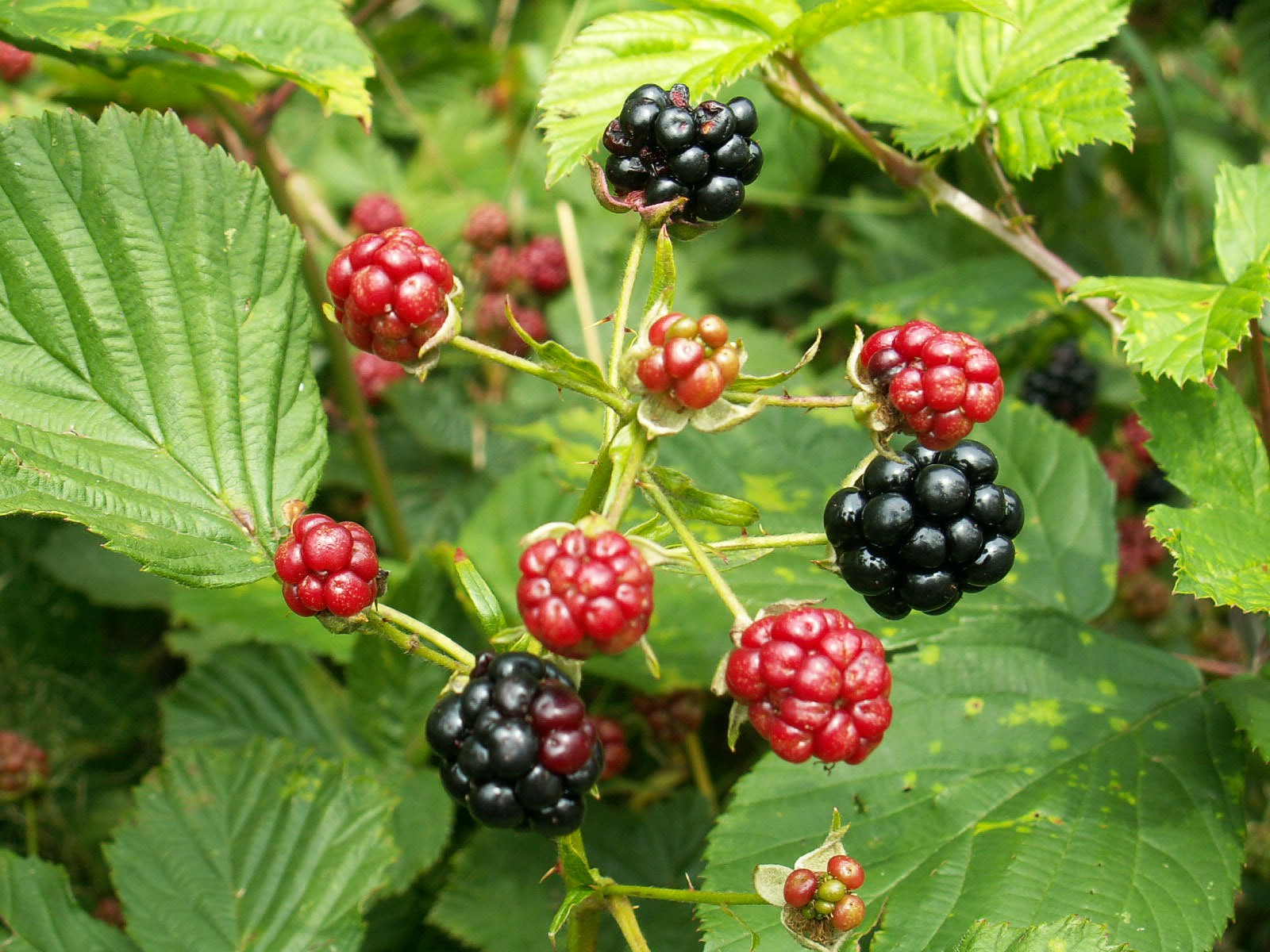
Owoce

## Biologia i ekologia
Nanofanerofit. Występuje w lasach, zaroślach, na miedzach i przydrożach. Kwitnie od czerwca do lipca. W klasyfikacji zbiorowisk roślinnych gatunek charakterystyczny dla All. Pruno-Rubion fruticosi i Ass. Frangulo-Rubetum plicati.

## Zastosowanie
Surowcem leczniczym jest liść jeżyny - Folium Rubi fruticosi. Liście jeżyny wykazują działanie przeciwbiegunkowe, przeciwzapalne i przeciwbakteryjne na przewód pokarmowy. Zwiększa nieznacznie ilość wydzielanego moczu i działa lekko napotnie. Łagodnie reguluje przemianę materii i ułatwia usuwanie z moczem toksycznych metabolitów. Liście jeżyny stosowane są wewnętrznie w chorobach przewodu pokarmowego ze stanem zapalnym błony śluzowej i skłonnością do biegunek, a wewnętrznie do płukania gardła i jamy ustnej oraz do kąpieli w trądziku i egzemie. Sok ze świeżych owoców jeżyny, podobnie jak z malin, jest masowo wykorzystywany jako środek dietetyczny. Działa lekko przeciwgorączkowo i napotnie.

## Zmienność
Tworzy mieszańce z Rubus caesius, R. sulcatus, R. hirtus oraz prawdopodobnie z R. fictus i R. subeructus.